# 彭薩科拉鎮區 (北卡羅萊納州揚西縣)
彭薩科拉鎮區（英語：Pensacola Township）是位於美國北卡羅萊納州揚西縣的一個鎮區。

## 地方資料
彭薩科拉鎮區的面積為108.00平方千米，皆為陸地。根據2020年美國人口普查的數據，當地共有人口548人，而人口密度為每平方千米5.07人。